# ابوبکر صولی
ابوبکر محمد بن یحیی بن العباس الصولی (به عربی: أبو بکر محمد بن یحیی بن العباس الصولی) متولد ۲۶۷ق ( حدود ۸۷۰م) جرجان (گرگان)– متوفی ۳۳۶ق ( بین ۹۴۱ و ۹۴۸م) بصره دانشمند ترک‌تبار و از درباریان سه خلیفه عباسی: المکتفی، جانشین او المقتدر و بعدها، الراضی (که به او تدریس هم می‌کرد)، بود. او کتاب‌شناس بود، نامه می‌نوشت، ویراستار، شاعر، وقایع نگار و شطرنج‌باز بود.  اسحاق الندیم زندگی‌نامه‌نویس معاصر او، وی را فردی با رفتار «مردانه» معرفی کرده است.      او کتابهای بسیاری نوشت که معروفترین آنها کتاب الاوراق و کتاب الشطرنج است.

## زندگی
ابوبکر الصولی در خانواده ای سرشناس و ترک الاصل در گرگان به دنیا آمد، پدربزرگش شاهزاده ترک صولتکین و عمویش ابراهیم بن العباس الصولی شاعر بود. المرزبانی، شاگرد برجستهٔ الصولی، که او را تحسین می‌کرد و در فن تألیف از او نسخه برداری می‌کرد، بسیاری از مطالب الصولی را برای کتاب الموشح خود به عاریت گرفت. ابوالفرج اصفهانی در کتاب الاغانی خود از مطالب او بسیار استفاده کرد.  با مرگ خلیفه الراضی در سال ۹۴۰، خلیفهٔ جدید که با شیعیان دلبستگی داشت، صولی را  به دلیل نقل قولی که دربارهٔ علی گفته بود و موجب رسوایی عمومی او شده بود، در بصره به قتل رساند. 

### شطرنج[۹][۱۰]
صولی در میان گروهی از شطرنج بازان قرن دهم میلادی قرار دارد که دربارهٔ بازی شطرنج کتاب نوشته‌اند. 
کتاب شطرنج صولی در مورد استراتژی‌های شطرنج، گشایش‌های رایج شطرنج، مشکلات استاندارد در بازی شطرنج سنتی آن دوره، روش‌های آخر بازی و اولین شرح شناخته شده مشکل سفر اسب است. این کتاب‌های الصولی دو جلد بودند:
- کتاب الشطرنج النسحة الاولة
- کتاب الشطرنج النسحة الثانیة

زمانی بین سال‌های ۹۰۲ و ۹۰۸ میلادی، الصولی در دربار خلیفه المکتفی با قهرمان شطرنج آن زمانه، المواردی، بازی کرد و او را شکست داد. زمانی که المکتفی درگذشت، الصولی از لطف حاکمان بعدی، خلیفه مقتدر و خلیفه الراضی برخوردار شد.
شرح‌حال‌نویس او، ابن خلکان، (متوفی ۱۲۸۲) نقل می‌کند که حتی در زمان حیاتش، ضرب‌المثل «بازی کردن مثل الصولی» برای نشان دادن مهارت زیاد یک نفر در شطرنج به کار می‌رفت. استراتژی‌های آخر بازی او هنوز مورد مطالعه قرار می‌گیرند. شرح حال نویسان معاصرش از مهارت او در شطرنج با چشمان بسته یاد می‌کنند. الصولی همچنین شطرنج را تدریس می‌کرد. بسیاری از نویسندگان بعدی اروپایی کارهای خود دربارهٔ شطرنج مدرن را بر اساس آثار الصولی نوشته‌اند.
|   | a  | b  | c  | d  | e  | f  | g  | h  |   |
| 8 | a8 | b8 | c8 | d8 | e8 | f8 | g8 | h8 | 8 |
| 7 | a7 | b7 | c7 | d7 | e7 | f7 | g7 | h7 | 7 |
| 6 | a6 | b6 | c6 | d6 | e6 | f6 | g6 | h6 | 6 |
| 5 | a5 | b5 | c5 | d5 | e5 | f5 | g5 | h5 | 5 |
| 4 | a4 | b4 | c4 | d4 | e4 | f4 | g4 | h4 | 4 |
| 3 | a3 | b3 | c3 | d3 | e3 | f3 | g3 | h3 | 3 |
| 2 | a2 | b2 | c2 | d2 | e2 | f2 | g2 | h2 | 2 |
| 1 | a1 | b1 | c1 | d1 | e1 | f1 | g1 | h1 | 1 |
|   | a  | b  | c  | d  | e  | f  | g  | h  |   |

مسئلهٔ شطرنج الصولی که «گوهر صولی» نام داشت، بیش از هزار سال حل نشده باقی مانده بود.
دیوید هوپر و کن ویلد گوهر صولی را در اواسط دهه ۱۹۸۰ مطالعه کردند اما نتوانستند آن را حل کنند. سرانجام این مشکل توسط استاد بزرگ روسیه‌ای، یوری آورباخ، حل شد. راه حل، با 1 Kb4 شروع می‌شود. مشروح این موضوع در مقالهٔ "کمدی انسانی شطرنج" اثر هانس ری ارائه شده است.

## دیگر آثار
کتاب الاوراق کار ناتمام صولی در روایات زندگی خلفا و شعرا بود که اشعار و تواریخ فرزندان خلفا، از سفاح تا ابن معتز (750-908) را بیان کرده و همچنین اشعاری دربارۀ سایر اعضای بنی عباس که نه خلیفه بودند و نه از فرزندان خلفا بودند، در کتاب موجود است. این شامل شعرهای عبدالله بن علی و همچنین ابو احمد محمد بن احمد بن اسماعیل بن ابراهیم بن عیسا بن المنصور است. او همچنین شعرهایی درباره اهل بیت را آورده است. اسحاق الندیم حدس می زند که الصولی کتاب المرتضی در مورد شعر و شاعران را سرقت ادبی کرده است، زیرا نسخه ای از کتاب را که از کتابخانه الصولی آمده بود، دیده بود.
صولی کتاب‌های بسیار دیگری نیز نوشته است و دیوان شعرهای بسیاری از شعرا را تصحیح می‌کرد.
- أدب الكُتاب
- أخبار القرامطة
- الغرر
- أخبار ابن هَرْمة
- أخبار إبراهيم بن المهدي
- أخبار الحلاج
- شرح ديوان أبي تمام
- وقعة الجمل
- أخبار  أبي عمرو بن العلاء
- أخبار البحتری
- المحيط
- الكافي
- الكشف عن مساوئ شعر  المتنبي
- الإقناع في العروض
- الوزراء
- الإمامة
- عنوان المعرف وذكر الخلائف